# Wang Yu
Wang Yu (kinesiska 王宇), född 1 maj 1971, är en kinesisk advokat och människorättsaktivist. Hon greps av kinesiska myndigheter 2016 när Kina inledde tillslaget mot människorättsadvokater. Hon anklagades för att ha anstiftat omstörtande av statsmakten, vilket är ett allvarligt brott i Kina med livstidsstraff. Hon tilldelades ett International Women of Courage Award 2021.

## Karriär
Innan hon blev människorättsadvokat var Wang Yu först affärsjurist. Det som gjorde att hon blev människorättsaktivist var en incident på en järnvägsstation i Tianjin 2008. Där hamnade hon i bråk med järnvägstjänstemän, eftersom hon nekades tillträde till ett tåg, fast hon hade en biljett. I en bisarr händelseutveckling åtalades hon för "avsiktlig misshandel" och satt i fängelse i mer än 2 år. När hon satt fängslad fick hon veta hur fångar misshandlades och torterades. När hon släpptes 2011 var hon en övertygad människorättsadvokat.
Wang kom sedan dess att bli en del av Kinas människorättsrörelse. Hennes klienter har bland annat varit Ilham Tohti, en välkänd uigurisk intellektuell, en kvinnorättsgrupp känd som "Feministiska fem", aktivisten Ye Haiyan och den förbjudna andliga Falungong-rörelsen. Det var hennes användning av sociala medier för att kämpa som så småningom ledde till att hon arresterades på grund av anklagelserna om omstörtande verksamhet. År 2015 publicerade regeringens nyhetsbyrå Nya Kina ett stycke som var utformat för att smutskasta henne, och sade: "Denna arroganta kvinna med ett brottsregister blev över en natt advokat, babblade om rättsstatsprincipen, mänskliga rättigheter och rättvisa och gick omkring under flaggan för 'rättighetsförsvar'."
Wang arbetar på advokatbyrån Fengrui i Peking. Denna advokatbyrå har varit måltavla för regeringen i dess tillslag. I januari 2016 arresterades Wang och hennes man, Bao Longjun, liksom två anställda advokater och en praktikant.
I slutet av 2016 släppte myndigheterna Wang Yu mot borgen, sedan hon sannolikt hade tvingats att avge en tv-sänd bekännelse, där hon fördömde sina kollegor och sade att hennes arbete för mänskliga rättigheter var resultatet av att utländska aktivister försökt smutskasta Kina. "Jag kommer inte att användas av dem längre", sa Wang i en videoinspelning publicerad på en nyhetssajt som drivs av kommunistpartiet. Hennes erkännande följde ett mönster som liknade det som de kinesiska myndigheterna har utsatt andra advokater, förläggare och människorättsaktivister för. Vänner till henne säger att även om Wang skulle släppas från internering, skulle hon fortfarande vara under övervakning av myndigheterna i flera år, och inte vara fri att komma och gå som hon vill.
Wang Yus arbete med mänskliga rättigheter lyfts fram i en dokumentärfilm från 2016 i regi av Nanfu Wang, Huligan Sparrow. Den 4 juni 2016 tilldelades Wang Yu det 21:a prestigefyllda Ludovic Trarieux International Human Rights-priset även kallat "The award given by lawyers to a lawyer". Den 6 augusti 2016 tilldelade American Bar Association, ABA, sitt inledande International Human Rights Award till Wang Yu, i hennes frånvaro. "När vi hedrar Wang Yu, hyllar vi hennes orubbliga engagemang för att göra detta viktiga arbete i Kina. Vi erkänner hennes viktiga arbete för att skydda mänskliga rättigheter och att förespråka att den kinesiska regeringen respekterar rättsväsendets och advokatkårens oberoende och iakttar normer för rättvisa rättegångar och rättvisa processer – allt som är principer som garanteras enligt kinesisk och internationell lag och är avgörande för att upprätthålla framsteg mot styre av lag”, sa ABA:s ordförand Paulette Brown.
På Internationella kvinnodagen 8 mars 2021 tilldelades Wang Yu International Women of Courage Award av USA:s utrikesminister Antony Blinken. Ceremonin var digital på grund av den pågående covid-19-pandemin och den innehöll ett tal av USA:s första dam, Dr Jill Biden. 2021 tilldelades Wang Yu International Women of Courage Award men kunde ej delta i den digitala prisutdelningen Wang har inte längre tillgång till pass eller sin advokatlicens, men fortsätter att stötta klienter som är i behov av juridisk hjälp.